# Ângelo (mitologia)
Na mitologia grega, Ângelo (em grego clássico: Ἄγγελος) ou Angelia (Ἀγγελία) era uma filha de Zeus e Hera que se tornou conhecida como uma divindade ctônica .

## Mitologia
A história de Ângelo só sobrevive na escólia em Teócrito ' Idílios 2. Ângelo foi criada por ninfas a quem seu pai a havia confiado. Um dia ela roubou as unções de sua mãe Hera e as deu para Europa. Para escapar da ira de Hera, ela teve que se esconder primeiro na casa de uma mulher em trabalho de parto e depois entre as pessoas que carregavam um homem morto. Hera finalmente deixou de processá-la, e Zeus ordenou que os Cabiros limpasse Ângelo. Eles realizaram o rito de purificação nas águas do Lago Aquerúsia no submundo. Consequentemente, ela recebeu o mundo dos mortos como seu reino de influência e recebeu o epíteto katachthonia ("ela do submundo"). 
A história de Ângelo é citada pelo escoliasta em uma série de raros mitos sobre o nascimento de Hécate, o que permite pensar que Ângelo era essencialmente igual a Hécate. Isso é até certo ponto confirmado pelo fato de que, segundo Hesíquio,  Ângelo era um sobrenome de Ártemis em Siracusa, sendo que Ártemis como deusa da lua era identificada com Hécate.  Ângelo poderia ser uma versão inicial de Hécate, aquela que pertencia tanto ao mundo superior quanto ao submundo, semelhante à posição de Perséfone . 